# روبرت أوين بيج
روبرت أوين بيج (بالإنجليزية: Robert Owen Page)‏ هو كيميائي نيوزيلندي، ولد في 1897، وتوفي في 1957.